# Antigravitace

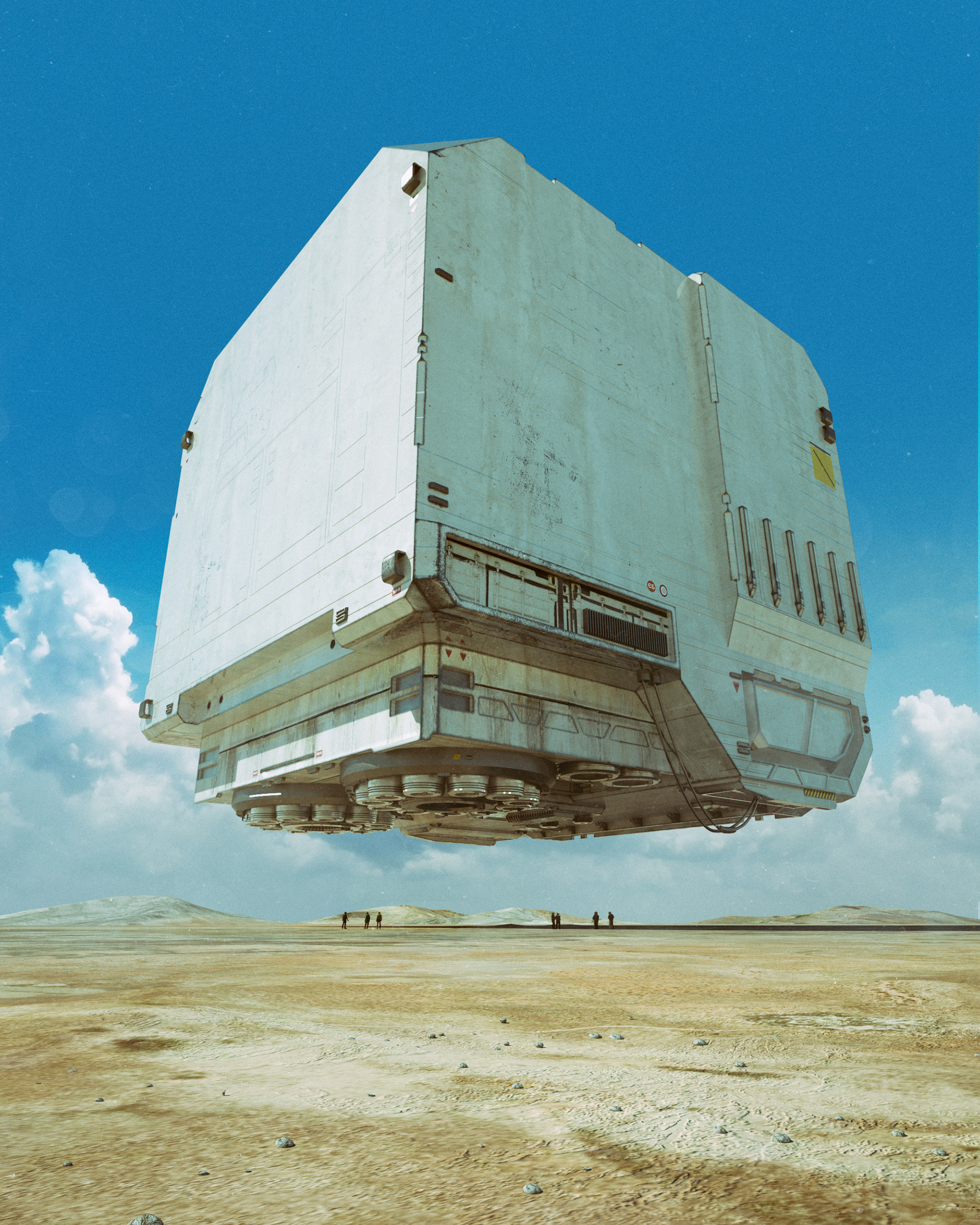
Umělecká představa fiktivního antigravitačního vozidla

Antigravitace má být účinkem fiktivního energetického pole, které by rušilo gravitační pole Země, nebo jiného tělesa.
Slovo antigravitace se často používá k označení zařízení, která vypadají, jako by obracela gravitaci, i když fungují pomocí jiných prostředků, jako jsou zdvihadla.
V teoretické fyzice a kosmologii označuje antigravitace zdánlivou sílu, která způsobuje rozpínání gravitačně vázaných soustav.

## Teoretická antigravitace na Zemi
Podle obecné teorie relativity je antigravitace nemožná, leda za vymyšlených okolností.[zdroj?]
V roce 1948 založil Roger Babson instituci, která měla zkoumat způsoby, pomocí kterých by se dala snížit gravitace. Postupem času instituce odvrátila svou pozornost od snahy ovládnout gravitaci a začala ji zkoumat, aby ji lépe pochopila. 
Konce 20. století začala NASA zkoumat možnosti vesmírných pohonů. Antigravitační koncepty byly zkoumány pod názvem „diametric drive“. Práce pokračuje pod Breakthrough Propulsion Physics Project. Institut Göde Scientific Foundation provedl několik pokusů s cílem zkoumat antigravitaci, které se ukázaly neúspěšné. Nadace vypsala odměnu milion eur za reprodukovatelný antigravitační experiment.

## V kultuře
Antigravitace se často objevuje jako námět žánru Science fiction, nebo Fantasy.
Jednou z forem fiktivní antigravitace je Apergy, kterou poprvé popsal ve svém románu Across the Zodiac: The Story of a Wrecked Record Percy Greg. Koncept antigravitace se objevuje např. ve filmech Cities in Flight, První lidé na Měsíci nebo Godzilla vs. Kong.

## Vědecká antigravitace
Ve fyzice je pozorované, že hmotné, gravitačně vázané soustavy jako je Sluneční soustava nebo galaxie se rozpínají rychlostí řádově srovnatelnou s Hubbleovu konstantou, tedy s rychlostí rozpínání vesmíru. Rozpínání vesmíru je však rozpínání prostoru, nikoli těchto soustav, které by se měly řídit gravitačními zákony. Rozpínání se jeví jako porušení zákona zachování energie a důsledek nějaké síly působící proti gravitaci. Zdrojem této síly by měla být nějaká skrytá energie generovaná gravitační soustavou.
Teorie antigravitace by měla vysvětlovat některé nejasnosti v pozorování zejména Sluneční soustavy. Příkladem je dlouhodobé udržování Země v ekosféře, tedy úzce vymezené vzdálenosti od Slunce, která umožňuje existenci života na Zemi. Slunce totiž plynule zvyšuje svůj zářivý výkon a vzdalování Země od Slunce zajišťuje udržení sluneční konstanty, tedy množství sluneční energie dopadající na metr čtvereční Země.